# Aït Faska
Aït Faska est une commune rurale de la province d'Al Haouz, dans la région de Marrakech-Safi, au Maroc. Elle ne dispose pas de centre urbain. Son chef-lieu est un village du même nom.

## Historique
La création de la commune d'Aït Faska a lieu en 1992, dans le cadre d'un découpage territoriale qu'a connu le royaume.

## Démographie
Elle a connu, de 1994 à 2004 (années des derniers recensements), une hausse de population, passant de 16 210 à 19 239 habitants.
La ville est passée à 26 210 habitants, en 2014.
|      | Population totale | Ménages | Population urbaine | Population rurale | Étrangers |
| 1994 | 16 200            | 2 593   | 0                  | 16 200            | 10        |
| 2004 | 19 239            | 3 327   | 0                  | 19 239            | 0         |
| 2014 | 26 210            | 5 264   | 0                  | 26 210            | 4         |

## Administration et politique
La commune rurale d'Aït Faska est située au sein du caïdat de Faska Sidi Daoud, lui-même situé au sein du cercle d'Aït Ourir. 
Aït Faska dispose d'un centre de santé communal situé dans son chef-lieu.